# 虹 (SPYAIRの曲)
「虹」（にじ）は、SPYAIRの11枚目のシングル。2013年5月29日にSony Music Associated Recordsより発売された。

## 概要
前作「サクラミツツキ」以来、約2か月半ぶりのリリースである。リリースは初回生産限定盤と通常盤の2形態で行われ、このうち初回生産限定盤には「虹」のミュージック・ビデオを収録したDVDが同梱されている。表題曲の「虹」はTBS系ドラマ『潜入探偵トカゲ』の主題歌に起用され、ドラマのために何度も打ち合わせをし、書き下ろした楽曲。
「WENDY 〜It's You〜」以来の、ドラマタイアップであり、松田翔太主演ドラマ担当は、『ドン★キホーテ』以来2度目である。

## 収録内容
| 全作詞: MOMIKEN、全作曲・編曲: UZ。 |                                                            |         |            |      |
| #                                   | タイトル                                                   | 作詞    | 作曲・編曲 | 時間 |
| 1.                                  | 「虹」                                                     | MOMIKEN | UZ         | 5:00 |
| 2.                                  | 「Are You Champion? Yeah!! I'm Champion!!」                | MOMIKEN | UZ         | 3:31 |
| 3.                                  | 「虹 (inst.)」                                             | MOMIKEN | UZ         | 4:59 |
| 4.                                  | 「Are You Champion? Yeah!! I'm Champion!! (カラオケver.)」 | MOMIKEN | UZ         | 3:28 |
| 合計時間:                           | 合計時間:                                                  | 16:58   |            |      |

| #  | タイトル             | 作詞 | 作曲・編曲 |
| -- | -------------------- | ---- | ---------- |
| 1. | 「虹 (Music Video)」 |      |            |

## 楽曲解説
1. 虹
  - TBS系木曜ドラマ『潜入探偵トカゲ』主題歌

前向きな気持ちになれる壮大なロックバラードとなっており[5]、本人たちは、「宝やゴミであふれている、様々なあやふやな価値観のこの世界を、冷めたように叫ぶヴォーカル、サウンド、ビートで表現した」とコメントしている[2][3][6]。また、ドラマのプロデューサーである佐野亜裕美は、「パワフルだけどどこか優しくて、温かいこの曲は、ドラマの世界観にぴったり」と評価している[7]。
ミュージック・ビデオは、静岡県浜松市の中田島砂丘にて撮影された[8]。
2. Are You Champion? Yeah!! I'm Champion!!
居酒屋でのノリをイメージした「テンション上げて楽しく」をモットーに制作された楽曲[9]。
曲で流れてくる声の女性は、現役チアガールである[8]。

## 収録アルバム
1. 虹
  - 3rdスタジオ・アルバム『MILLION』
  - 1stベスト・アルバム『BEST』
  - 2ndベスト・アルバム『BEST OF THE BEST』
2. Are You Champion? Yeah!! I'm Champion!!
  - 3rdスタジオ・アルバム『MILLION』